# 248-й гвардейский истребительно-противотанковый артиллерийский полк
248-й гвардейский истребительно-противотанковый артиллерийский Львовский ордена Ленина полк — гвардейское воинское подразделение Советской Армии в Великой Отечественной войне.
Условное наименование — войсковая часть полевая почта № 01787 (в/ч пп 01787). Сокращённое наименование — 248-й гв. иптап.

## История
Полк сформирован 1 мая 1944 года из 1850-го истребительно-противотанкового артиллерийского полка.
Входил в состав 11-й гвардейской истребительно-противотанковой артиллерийской бригады 52-й армии 1-го Украинского фронта.
Период вхождения в действующую армию: 1 мая 1944 года — 11 мая 1945 года.
За участие в Львовско-Сандомирской стратегической наступательной операции и освобождение города Львова полку присвоено почётное наименование «Львовский».
Расформирован 11 мая 1945 года (в связи с окончанием войны).

## Командиры
- Батурин, Герасим Макарович (с мая 1944 года)
- Петров, Василий Степанович (c декабря 1944 года)